# Франц Йозеф I (Лихтенщайн)
Франц Йозеф I Йохан Адам фон Лихтенщайн (на немски: Franz Joseph I Johann Adam von Liechtenstein; роден: Franz de Paula Joseph Johann Nepomuk Andreas; * 19 ноември 1726, Милано; † 18 август 1781, Мец) е 8. княз на Лихтенщайн (1772 – 1781).

## Биография
Той е най-възрастният син на княз Емануел фон Лихтенщайн (1700 – 1771) и съпругата му графиня Мария Анна Антония фон Дитрихщайн-Вайхселщет (1706 – 1777), дъщеря на граф Карл Магнус Лудвиг фон Дитрихщайн (1676 – 1732) и графиня Мария Терезия Анна фон Траутмансдорф (1676 – 1733). Брат е на Карл Боромеус Йозеф (1730 – 1789), който основава своя линия на фамилията Лихтенщайн, и Филип Йозеф Франц Мария (1731 – 1757), убит в Прага.
Франц Йозеф I придружава чичо си Йозеф Венцел I във военните му походи в Италия. Участва успешно в битката при Пиаченца (1746 г.). Той го последва също през 1760 г. в Парма.
През 1761 г. Франц Йозеф I е на служба като оберсткемерер. Той служи на принц Карл Александер фон Лотарингия и поема за него важни дипломатически мисии, през 1763 г. пътува до Испания. От 1767 г. той е таен съветник. През 1771 г. получава Ордена на Златното руно.
Франц Йозеф I наследява на 10 февруари 1772 г. чичо си Йозеф Венцел I (1696 – 1772) като княз на Лихтенщайн.

## Фамилия
Франц Йозеф I се жени на 6 юли 1750 г. във Валтице (Фелдсберг) за графиня Мария Леополдина Валпурга Ева фон Щернберг (* 11 декември 1733, Виена; † 27 юни 1809, Фелдсберг), дъщеря на граф Франц (Франтишек) Филип фон Щернберг (1708 – 1786), дворцов министър на Мария Терезия, и съпругата му графиня Мария Леополдина фон Щархемберг (1712 – 1800). Те имат 8 деца:
- Йозеф Франц де Паула Емануел Филип Исак (1752 – 1754)
- Леополдина Мария Анна Франциска де Паула Аделгунда (1754 – 1823), омъжена на 1 септември 1771 г. във Фелдсберг за ландграф Карл Емануел фон Хесен-Ротенбург (1746 – 1812), син на Константин фон Хесен-Ротенбург[6]
- Мария Антония Алоиза Валбурга Месхилдис (1756 – 1821), монахиня в Есен
- Франц де Паула Йозеф (1758 – 1760)
- Алоис I Йозеф (1759 – 1805), княз на Лихтенщайн (1781 – 1805), женен на 16 ноември 1783 г. за графиня Каролина фон Мандершайд-Бланкенхайм (1768 – 1831)
- Йохан I Йозеф (1760 – 1836), княз на Лихтенщайн (1805 – 1836), женен на 12 април 1792 г. във Виена за ландграфиня Йозефа София фон Фюрстенберг-Вайтра (1776 – 1848)
- Филип Йозеф Алоиз Мартинианус (1762 – 1802), неженен
- Мария Йозефа Херменегилда (1768 – 1845), омъжена на 15 септември 1783 г. във Виена за княз Николаус II Естерхази де Галанта (1765 – 1833)[7]